# Glyceria chinensis
Glyceria chinensis är en gräsart som beskrevs av Yi Li Keng och Zhen Lan Wu. Glyceria chinensis ingår i släktet glycerior, och familjen gräs. Inga underarter finns listade i Catalogue of Life.